# Ławeczka Alicji Habsburg w Żywcu
Ławeczka Alicji Habsburg w Żywcu – rzeźba w formie ławeczki pomnikowej, umiejscowiona w żywieckim Parku Zamkowym, niedaleko Parku Miniatur.
Pomnik przedstawia postać Alicji Habsburg z domu Ankarcrona – pochodzącej ze Szwecji morganatycznej małżonki Karola Olbrachta Habsburga, matki księżnej Marii Krystyny Habsburg. Alicja Habsburg zamieszkiwała w Żywcu w latach 1920–1945, podczas II wojny światowej była członkinią Armii Krajowej. Jej postać, naturalnej wielkości, przedstawiono w formie siedzącej, z chustką z herbem Habsburgów w dłoni.

Autorem rzeźby, wykonanej z brązu, jest rzeźbiarz Bronisław Krzysztof. Pomnik, odsłonięty w lutym 2012 roku, powstał w ramach projektu Parku Miniatur, realizowanego przez Starostwo Powiatowe w Żywcu.